# Mesrob Mashtots
San Mesrob Mashtóts (362 - 17 de febrero de 440) fue un monje, teólogo y lingüista armenio. Es conocido por haber inventado el alfabeto armenio, que fue un paso fundamental para el fortalecimiento de la Iglesia apostólica armenia, el gobierno del reino de Armenia y la unión entre hablantes del idioma armenio del reino de Armenia, del Imperio bizantino y del Imperio persa. Es venerado como santo en la Iglesia católica, la Iglesia ortodoxa y la Iglesia apostólica armenia.
Se le conoce mayormente por haber inventado el alfabeto armenio hacia el año 405, lo cual fue un paso fundamental en el fortalecimiento de la identidad nacional armenia. Algunos eruditos también lo consideran el creador de los alfabetos albanés caucásico y georgianoy esta afirmación es cuestionada por otros estudiosos como el profesor Werner Seibt y el profesor Juan Signes Codoñer. En un capítulo de La vida de Mesrop Mashtots, con un relato sorprendente y muy sospechoso, bastante polémico y agresivo, se llama a Iberia una tierra de bárbaros, un país de muchas lenguas diferentes. Según este capítulo, Mashtots creó un alfabeto georgiano y luego fue a Iberia, donde el rey, el ejército y los distritos se sometieron a él. No se menciona ningún término geográfico concreto en este capítulo. Se supone que se trata de una interpolación posterior al texto de Koriwn, y de una calidad modesta. El historiador armenio Ghazar Parpetsi (Lazar P‘arpec‘i) y Eznik Kolbac‘i, un contemporáneo más joven de Mashtots, no mencionan nada sobre la invención de un alfabeto georgiano por Mashtots. Es posible que el alfabeto georgiano fuera inventado en la zona de Siria y Palestina por monjes georgianos anónimos que estaban perfectamente al tanto de los esfuerzos contemporáneos de sus vecinos armenios con los que tal vez compartían el espacio del monasterio, ya que se conservan grafitis georgianos junto a los armenios.Es históricamente improbable que un monje armenio pudiera haber dibujado el alfabeto para la nación rival georgiana, que se describe en términos muy negativos en La vida de Mesrop Mashtots. Consciente de los progresos realizados por los georgianos, fue Mesrop Mashtots quien inició su empresa, ya que el alfabeto georgiano es tipológicamente más cercano al griego. De hecho, el informe detallado de La vida, incluidos los viajes de Mesrop a tierras sirias, podría haber sido inventado para contrarrestar otros relatos más cercanos a la verdad y tal vez menos ventajosos para el patriotismo armenio.

## Biografía
Mesrob Mashtóts nació en Taron y murió en Vagharshapat. Koriun, su pupilo y biógrafo, escribió que Mesrop recibió una educación liberal, y fue versado en los idiomas griego, siríaco y persa. Debido a su erudición, Mesrob fue nombrado secretario del rey Cosroes IV. Su deber era escribir en griego, persa y siríaco los decretos y edictos del soberano.
Pero Mesrop dejó la vida en la corte para servir a Dios, tomó los hábitos, y se retiró a un monasterio con unos pocos compañeros elegidos. Allí, de acuerdo con Koriún, se sometió a grandes austeridades, soportando el hambre y la sed, el frío y la pobreza. Vivía de vegetales, vestía solo un cilicio, dormía en el suelo, y a menudo pasaba noches enteras orando y estudiando la Biblia. Continuó con este régimen de vida por unos pocos años, durante los que se preparó para la gran labor que luego llevó a cabo.
Armenia fue durante largo tiempo campo de batalla entre romanos y persas. Perdió su independencia en el año 387, y fue dividida entre el Imperio Romano y el Imperio Persa, quedando en este último cuatro quintos de su territorio. El oeste de Armenia fue entonces gobernado por generales romanos, mientras que un rey armenio gobernaba como súbdito el territorio incorporado a Persia. La Iglesia se vio influida por estas políticas violentas, aunque la pérdida de la independencia civil y la división del territorio no lograron destruirla. La persecución religiosa produjo una mayor actividad, y tuvo como efecto el producir una unión del clero, los nobles y el pueblo. Los principales eventos de este periodo son la invención del alfabeto armenio, la revisión de la liturgia, la creación de una literatura nacional y eclesiástica y el reajuste de las relaciones jerárquicas. Tres hombres están asociados con ese extraordinario trabajo: Mesrop, Isaac de Armenia, y el rey Vramshapuh, que sucedió a su hermano Cosroes IV en 394. 

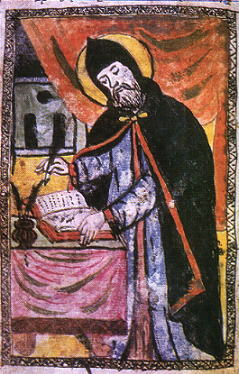
Ilustración de Mesrob Mashtóts en un manuscrito de 1776

Mesrop había pasado algún tiempo en un monasterio preparándose para la vida monástica. Con el apoyo del príncipe Shampith, predicó los Evangelios en el distrito de Golthn  cerca del río Río Aras, convirtiendo a muchos paganos y cristianos disidentes. Sin embargo, pasó grandes dificultades ya que los armenios no tenían alfabeto propio: utilizaban las escrituras griega, persa y siria, pero ninguna era adecuada para representar correctamente los numerosos sonidos de su lengua nativa. Nuevamente, las Sagradas Escrituras y la liturgia, escritas en sirio, resultaban, para muchos, ilegibles. De allí la constante necesidad de traductores e intérpretes que explicaran la palabra de Dios al pueblo. 
Deseoso de corregir la situación, Mesrop decidió inventar un alfabeto nacional, para el cual el rey Vramshapuh e Isaac prometieron asistirlo. Resulta difícil determinar exactamente qué rol tuvo Mesrop en su creación. De acuerdo con sus biógrafos armenios, consultó a Daniel, un obispo de Mesopotamia, y a Rufinus, un monje de Samosata y con su ayuda pudo darle una forma definitiva, que posiblemente adaptó del griego. El alfabeto de Mesrop consiste en 36 letras; otras dos (la O larga y la F) fueron agregadas durante el siglo XII. 
Ansiando que otros se beneficiaran de su invento, e incentivado por el patriarca y el rey, Mesrob fundó numerosas escuelas en diferentes partes del país. En ellas los jóvenes aprendían el nuevo abecedario. Pero su actuación no estuvo confinada solo a la Armenia oriental. Provisto de cartas de Isaac, fue a Constantinopla y obtuvo permiso del emperador Teodosio el Joven para predicar y enseñar en sus posesiones armenias. Tras regresar a la Armenia Oriental para informar los resultados de sus misiones al patriarca, pensó por primera vez en proveer a sus compatriotas de literatura religiosa. Habiendo reunido numerosos discípulos, envió algunos a Edesa, Constantinopla, Atenas, Antioquía, Alejandría, y otros centros de aprendizaje a estudiar el idioma griego y traer de regreso piezas maestras de la literatura griega. Algunos de sus más famosos discípulos fueron Juan de Egheghiatz, José de Baghin, Yeznik, Koriún, Moisés de Chorene, y Juan Mandakuni. 

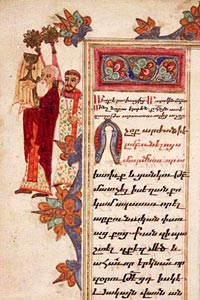
Versos de Mesrob Mashtóts

Las fuentes armenias medievales también afirman que Mashtots inventó los alfabetos  georgiano y albanés caucásico aproximadamente al mismo tiempo. La mayoría de los estudiosos relacionan la creación de la escritura georgiana con el proceso de cristianización de Iberia, un reino central georgiano de Kartli. Por lo tanto, el alfabeto probablemente se creó entre la conversión de Iberia bajo el rey Mirian III (326 o 337) y las inscripciones de Bir el Qutt de 430, simultáneamente con el alfabeto armenio.
Se dice que la primera frase en armenio escrita por San Mesrop después de inventar las letras es la línea inicial del Libro de los Proverbios de Salomón:

Ճանաչել զիմաստութիւն եւ զխրատ, իմանալ զբանս հանճարոյ:
Čanačʿel zimastutʿiwn ew zxrat, imanal zbans hančaroy.
«Para conocer la sabiduría y la instrucción; percibir las palabras del entendimiento»

## La escritura en alfabeto armenio
La invención del alfabeto en el año 406 determinó el comienzo de la literatura armenia, y probó ser un factor poderoso en la formación de un espíritu nacional. "El resultado del trabajo de Mesrob e Isaac", dice San Martín, "fue separar para siempre al pueblo armenio de otros pueblos del este, para convertirlos en una nación propia, y para fortalecer en ellos la fe cristiana prohibiendo el uso de alfabetos extranjeros utilizados para transcribir los libros de Zoroastro . A Mesrob le debemos la preservación del lenguaje y la literatura armenias; porque sin su trabajo, su pueblo habría sido absorbido por los persas y sirios, y habría desaparecido como muchas otras naciones del este".
El primer monumento a la literatura armenia es la versión de las Sagradas Escrituras. Isaac, según Mosiés de Chorene, realizó una traducción de la Biblia de un texto sirio hacia el año 411. Este trabajo debió haber sido considerado imperfecto, ya que poco después Juan de Egheghiatz y José de Baghin fueron enviados a Edessa para traducir las escrituras. Llegaron hasta Constantinopla y regresaron con copias de la versión griega. Con la ayuda de otras copias obtenidas de Alejandría, la Biblia fue traducida, nuevamente del griego, de acuerdo con el texto de la versión de los Setenta y la "Hexapla" de Orígenes. Esta versión, actualmente en uso en la iglesia armenia, fue completada alrededor del año 434.
Los decretos de los tres primeros concilios — Nicæa, Constantinopla, y Éfeso — y la liturgia nacional (hasta ese entonces escrita en siríaco) también fue traducida al armenio, siendo la última revisada según la liturgia de san Basilio, aunque reteniendo algunas características propias. Muchas obras de los Padres griegos también fueron traducidas. La pérdida de los originales griegos dio especial importancia a algunas de estas versiones; así, la segunda parte de las Crónicas de Eusebio, de las que solo se conservan algunos fragmentos en griego, se conserva íntegro en armenio. Mesrob volvió a visitar los sitios que había evangelizado y, después de la muerte de Isaac en el año 440, se encargó de la administración espiritual del patriarcado. Sobrevivió a su maestro y amigo solo seis meses. Los armenios leen su nombre en el Canon de la Misa, y celebran su memoria el 19 de febrero.
Está enterrado en Oshakan, un pueblo a 8 km del sudoeste de Ashtarak.

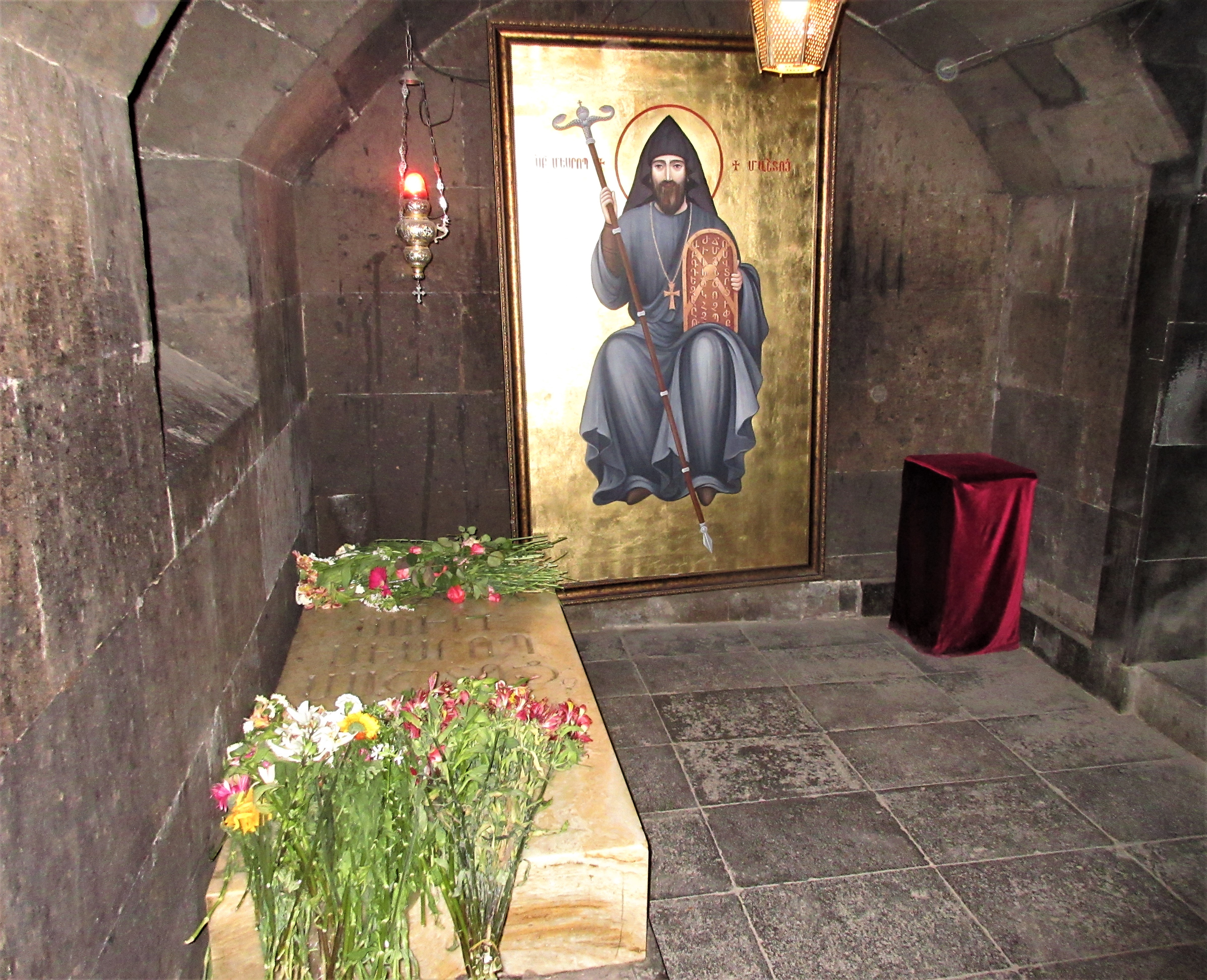
Tumba de Mesrob Mashtots en Oshakan.

El 26 de julio de 1993, el gobierno de la República de Armenia, estableció la Orden de San Mesrop Mashtots en honor al monje, teólogo y lingüista armenio Mesrob Mashtots.

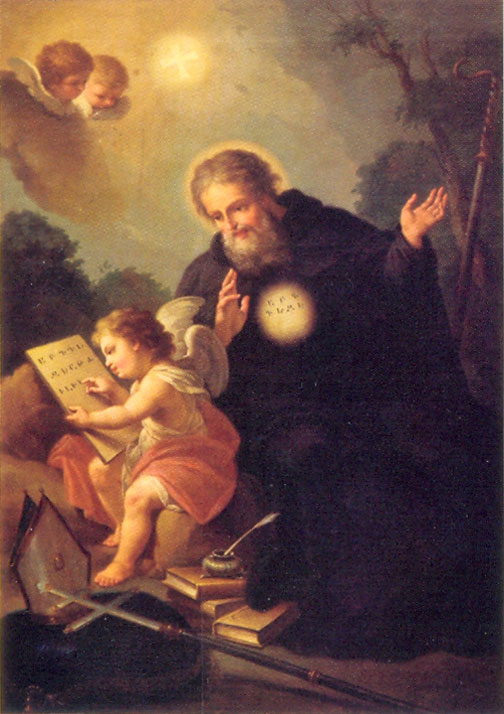
Pintura mostrando a Mesrob Mashtots creando el alfabeto armenio, obra de Francesco Maggiotto (1750-1805).

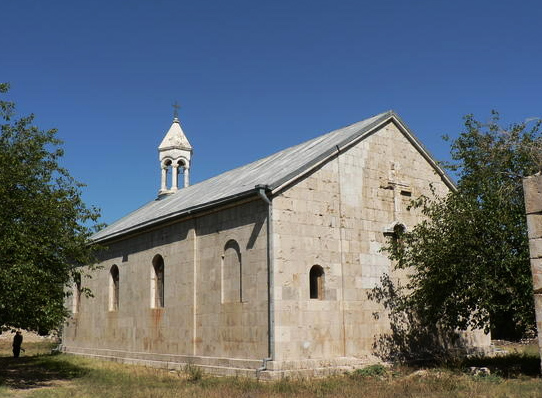
El Monasterio Amaras en Artsakh, donde Mesrop Mashtots estableció la primera escuela armenia que usó el alfabeto en el.

## Legado

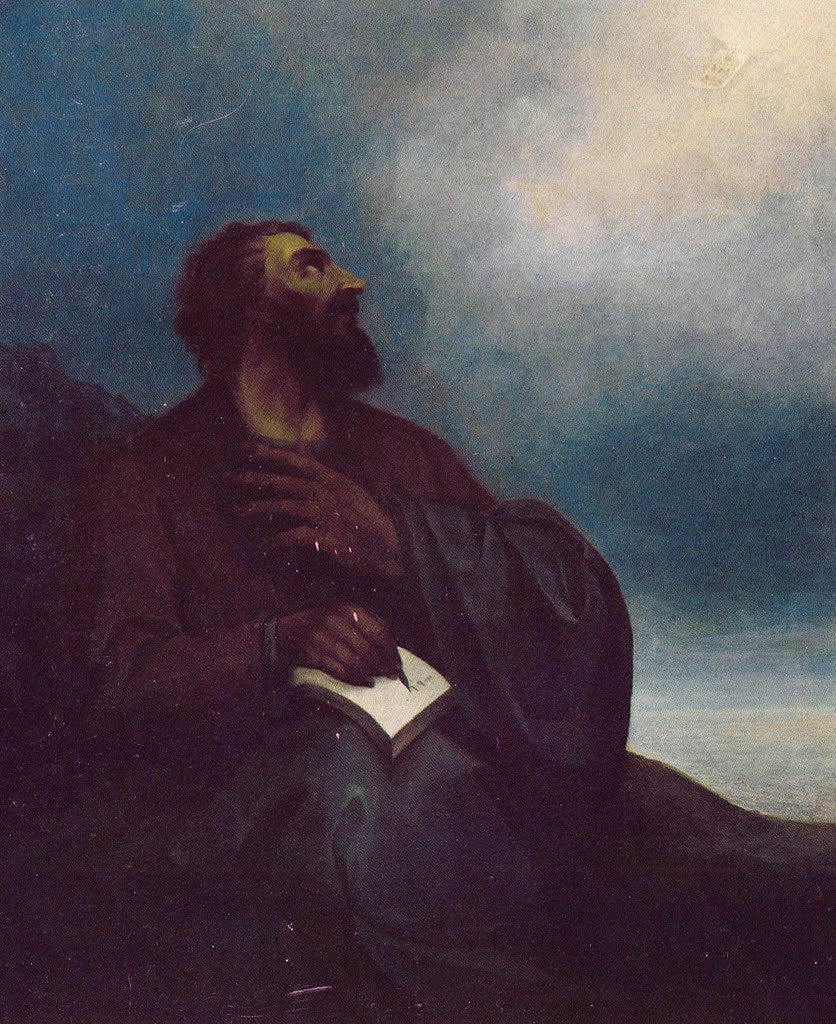
Retrato de Mashtots realizado por Stepanos Nersissian (1807–84), albergado en la Residencia Pontificial de la Sede Madre de la Santa Echmiadzin.

Prácticamente todas las ciudades de Armenia tienen una calle con el nombre de Mashtots.  En Ereván, la Avenida Mashtots es una de las más importantes del centro de la ciudad, que antes se conocía como Avenida Lenin. Hay una estatua suya en el Matenadaran, otra en la iglesia en la que fue enterrado en la aldea de Oshakan, y otra en el monumento al alfabeto armenio que se encuentra en las faldas del monte Aragats al norte de la Ohanavan. Aldea.  Tanto la Unión Soviética como la Armenia postsoviética han emitido sellos con su imagen.
La Orden de San Mesrop Mashtots, creada en 1993, se concede por los logros significativos en el desarrollo económico de la República de Armenia o por los logros en la ciencia, la cultura, la educación o el servicio público, y por las actividades que promueven estos campos.

## Música
San Mesrob también produjo un número de composiciones litúrgicas. Algunas de las piezas que se le atribuyen son:
- «Մեղայ քեզ Տէր» (Megha Qez Ter, “Miserere a ti, Señor”),
- «Ողորմեա ինձ Աստուած» (Voghormea indz Astzvats, “Ten piedad de mí, Dios”),
- «Անկանիմ առաջի քո» (Ankanim Aadgi Qo, “Me prosterno ante ti”) y
- «Ողորմեա» (Voghormea, “Miserere”).

## Bibliografía

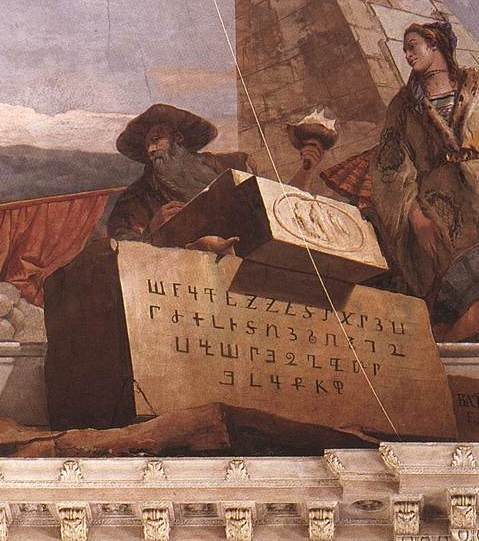
Fresco representando a Mesrop Mashtots, obra de Giovanni Battista Tiepolo (1696-1770) en la Residencia de Wurzburgo en Baviera.

## Películas documentales
- Mashtots - 1988 Armenfilm, 35 mm.
Director Levon Mkrtchyan, guion Artashes Martirosyan, narrador Sos Sargisyan.